# اروندگم
اروندگم (به لاتین: Erondegem) یک منطقهٔ مسکونی در بلژیک است که در ارپ-مر واقع شده‌است. اروندگم ۳٫۱۷ کیلومتر مربع مساحت و ۱٬۶۲۸ نفر جمعیت دارد و ۰ متر بالاتر از سطح دریا واقع شده‌است.